# Distichophyllum assimile
Distichophyllum assimile är en bladmossart som beskrevs av Brotherus in Skottsberg 1924. Distichophyllum assimile ingår i släktet Distichophyllum och familjen Hookeriaceae. Inga underarter finns listade i Catalogue of Life.